# تقي الدين الصلح
تقي الدين الصلح (1908 - 27 نوفمبر 1988)، رئيس وزراء لبنان مرتين، عُرِف بتوجهه القومي، والده منح الصلح (ت1921).

## مسيرته السياسية
- انتخب نائبًا في مجلس النواب مرتين، الأولى كانت بعام 1957 وذلك عن دائرة زحلة وذلك إلى عام 1960، والثانية بعام 1964 نائبًا عن دائرة بعلبك / الهرمل إلى عام 1968.
- في 8 يوليو 1973 عُيّن رئيسًا للوزراء وذلك بعهد الرئيس سليمان فرنجيّة، واستمر بالمنصب حتى 31 أكتوبر 1974.
- عُيّن وزيرًا مرتين:
  - من 18 نوفمبر 1964 إلى 25 يوليو 1965 وزيرًا للداخلية وذلك في حكومة حسين العويني في عهد الرئيس شارل حلو.
  - من 8 يوليو 1973 إلى 31 أكتوبر 1974 بحكومته في عهد الرئيس سليمان فرنجيّة.
- بعام 1980 في عهد الرئيس إلياس سركيس اختير ليكون رئيسًا للوزراء وذلك أثناء الحرب الأهلية، إلا أنه فشل بتشكيل الحكومة فاعتذر.